# 国民政府主席东北行辕

1945年東北新省區方案所設計的東九省在中華民國的位置

国民政府主席东北行辕，简称东北行辕，负责东北地区军政事务，直隶于国民政府的机构。

## 历史
1945年8月9日，蘇聯對日本宣戰，隨即發起遠東戰役，同年9月2日蘇聯佔領滿洲全境。因中華民國宣稱擁有滿洲（中國東北）主權，從而延伸出與蘇聯撤軍歸還東北的問題。
1945年8月15日，日本无条件投降。中華民國國民政府和中国共产党开始在各地各自接受日本仍在華部隊投降。8月31日，中国国民党六届中常会第9次会议与国防最高委员会第169次会议通过《收复东北各省处理办法纲要》：

一、国民政府为便于处理东北各省收复事宜，特在长春设立军事委员会委员长东北行营，综理一切。
二、行营设主任一名，其编制另定之。
三、行营内特设政治委员会及经济委员会，分别处理行营区域内政治经济之收复事宜，各设主任委员一人，委员若干人，其组织规程由行政院另定之。
四、辽宁、吉林、黑龙江三省区域，重行划分为辽宁省、安东省、辽北省、吉林省、松江省、黑龙江省、嫩江省、兴安省九省。
五、行营得就近监督上列九省区内行政机关。
六、在长春设置外交部东北特派员公署，办理行营区域内交涉事宜。

9月1日任命政学系的熊式辉为东北行营第一任主任。除设置东北九省外，设大连、哈尔滨为院辖市。原热河省恢复独立设置；1946年10月，出于战争需要，热河省规归东北行辕。1947年6月5日，沈阳升为院辖市。
1946年8月7日，撤销国民政府军事委员会。各地的國民政府軍事委員會委員長行營改称为国民政府主席行辕，直隶于国民政府，职权、组织结构照旧。9月1日，正式改称为东北行辕。1947年8月21日，东北保安司令部并入东北行辕。1947年8月28日宣布陈诚接任东北行辕主任。1947年11月1日，東北行轅政治委员会、經濟委員會合併組成東北行轅政務委員會，主任委员陈诚。該會代表行政院處理東北政務，下轄九省二市，對行政院所屬部（會、局）在東北行政事業機關給予指導、監督。
1948年1月17日，卫立煌出任东北行辕副主任兼东北剿匪总司令，代理东北行辕主任、代理东北行辕政治委员会主任委员。1948年5月19日，并入沈阳的东北剿匪总司令部，6月1日完成并入。

## 主要人员、架构
- 政治委员会：1945年9月7日行政院公布《军事委员会委员长东北行营政治委员会组织规程》。1945年9月4日任命熊式辉兼主任委员。委员莫德惠、万福麟、邹作华、冯庸、朱霁青、马占山。1946年1月22日增补委员张作相、王树翰、那木济勒色楞。
  - 秘书处
  - 政务处
  - 财政处：处长文羣
  - 文化处
  - 教育处、教育部东北区教育复员辅导委员会特派员臧启芳兼处长。[3]设高等教育、中等教育、初等教育、社会教育4科。[4]
    - 国立东北大学迁回沈阳，除原有的文理学院外，分别将满洲国的奉天农业大学、奉天工业大学、私立奉天商科学校，奉天药剂师养成所并入东北大学，改为农、工、法商、医四学院。
    - 设国立长春大学，成立文、理学院，并将满洲国新京法政大学、新京工业大学、新京畜产兽医大学、新京医科大学分别改为长春大学之法商、工、农、医四学院。
    - 设国立滨江大学，成立文、理学院外，将满洲国国立大学哈尔滨学院、国立哈尔滨农业大学、国立哈尔滨工业大学与哈尔滨船员养成所、国立哈尔滨医科大学等分别并为国立滨江大学之法商、农、工、医四学院。
    - 设国立东北师范学院（实际成立国立长白师范学院）：国立师道大学及国立师道学院合并。
    - 国立东北女子师范学院：满洲国国立新京女子师道大学改
    - 国立兴安医学院：满洲国兴安医学院改
    - 满洲国大陆科学院应由教育部东北教育复员辅导委员会会同中央研究院接收。

  - 工商处
  - 农林处
  - 交通事业处处长、交通部东北特派员办公室陈延炯兼任中国长春铁路公司理事长。分区设立锦州、沈阳、吉林、齐齐哈尔、牡丹江5个区铁路管理局。1946年末，特派员办公室改为东北九省铁路运输总局，副局长兼沈阳区铁路管理局局长王奉瑞。锦州区铁路管理局局长万国宾，设山海关、锦县、大虎山、沈阳、叶柏寿、西阜新办事处。吉林区铁路管理局局长高步昆，副局长简文献。
    - 中国长春铁路公司：理事长陈延炯，助理理事长王文澂，理事刘哲，刘泽荣（驻新疆外交特派员，任务重要，不能脱离，改派万异），黄伯樵。监事会副监事长莫德惠。监事会监事高纶瑾、裘维莹。苏方副理事长喀尔根（Kargan）、监事长莱瓦绍夫（Levashoff），理事玛利依（Malie）、叶夫司基格涅夫（Efstiznef）、柯兹洛夫（Kozlov）、监事特鲁毕新（Trubihin）、李法诺夫（Lifanoff）。

  - 总务处
  - 会计处
  - 宣传处
  - 社会处
  - 司法行政处
  - 民政处
  - 土地处
  - 卫生处
  - 调查研究委员会
  - 蒙旗复兴委员会
- 经济委员会：1945年9月7日行政院公布《军事委员会委员长东北行营经济委员会组织规程》。1945年9月4日任命张嘉璈为主任委员。
  - 经济委员会委员：何廉（经济部次长），凌鸿勋（交通部代表），钱天鹤（农林部代表），庞松舟（粮食部代表），霍亚民（四联总处代表）、张振鹭（专职）、齐世英（专职，后因反对熊式辉不彻底收编满洲国军而被赶回重庆）、王家祯（专职）、马毅（专职，东北籍代表）
- 福利委员会（东北物资调节委员会）：主任委员杨绰庵。东北的面纱布匹、生活日用品都列为其管制支配。
- 行营参谋长何柱国（因双目失明去职）/董英斌
  - 行营副参谋长董彦平
  - 参谋处长关邦杰/姜汉卿（1947年9月-10月）
  - 行营督察处(国防部保密局东北工作督导室)，1946年3月在锦州成立。文强任处长，陈旭东、陈仙洲、王力任副处长。设上校秘书1人陈泽如、助理秘书2人遽庆德、蒋膏生；上校督察1人孙海、助理督察2人、上校军法官1人罗子陨、人事科徐哲甫、情报科袁士举/董承烈、电讯科王允吉、总务科蒋膏生/王维善、会计科张璜/李彦、军医于得彩、督察大队长刘惠民/文子瞻，督察大队队员共200人。在各大城市设有11个情报组。1947年8月，东北行营改组为东北行辕，督察处改称东北行辕第二处。延边组（组长王仁（溥鑫）、报务员李成林等13人）
    - 沈阳直属组
    - 北满站王力、项乃光。齐齐哈尔组、佳木斯组
    - 兴安站：站长冯贤年(又名冯兰亭)。先后驻北平、沈阳、四平。下设四平组、辽源（双辽）组、嫩江组、索伦组、通辽组、王爷庙组、海龙组、满洲里少将组长赵永录、兴安站招待所经理史少舫少校、上校总务科长雷润之。四平潜伏一、二组、学运组、工运组，
    - 长春站崔志光少将
    - 沈阳站荆有章少将。沈一组、沈二组和日韩组（设在沈阳）
    - 南满站股勉、诸大光。大连组、鞍山组、锦州组、朝阳组、营口组
    - 承德站诸大光
    - 热辽边区特别站站长李英
    - 四平站（对外称省政府调查室，1947归兴安站）张静宣/雷润之。西安（辽源）组、海龙组、东丰组、开原组、昌图组、通辽组、科左组、梨树组等9个外县工作组。
    - 热河站为龙超、徐政

  - 行辕二处（东北保安司命长官部第二处和东北行辕参谋处二科并入该处）
  - “东北行营策反委员会”：1947年春，国防部第二厅和保密局成立了针对中共隐蔽战线、军事组织，党务地方行政系统的
- 外交部东北特派员：蒋经国
- 东北党务整理处：齐世英/张潜华
- 国民党中央宣传部驻东北特派员：潘公弼
- 交通部驻东北特派员：陈延炯
- 东北敌伪事业资产统一接收委员会：1946年3月17日在锦州成立。主任委员熊式辉兼。主要成员由东北行辕政治委员会全体委员、东北行辕经济委员会全体委员、国民政府各部会委署驻东北特派员、东北各省政府主席、各市市长组成。分设军政、内政、财政金融、教育、经济、交通、某林、粮政、社会、司法行政宣传、水利、地政、卫生、善后救济等15组，以各特派员为组长。另设秘书处办理总务会计文书各项事务，监察处办理监督调查纠举各事务。经济部系统的生产管理局、房地产管理局（局长张振鹭）成立前，本会设立生产组、房地产组。1946年5月从锦州移驻沈阳后，“敌伪”物资接收日多，又成立物资处。满洲国兴农部、兴农合作社、兴农金库3机构分属农林部、社会部、财政金融3部门接收但无法分割，乃设立农务委员会统一接收。1946年9月，鉴于接收基本就绪，又成立处理处、清算处，为审议产权纠纷问题设评议委员会，为评定工矿物资之价格设立估价委员会。总会之下，各省市设分会（辽宁、辽北、安东、长春、吉林、热河等6个分会），各县区设支会。截至1947年2月，东北敌伪事业资产统一接收委员会已完成接收任务量的80%以上，接收“日伪”产业物资4 221 528宗，出售资产价值1.79亿元东北九省流通劵。[5]东北敌伪产业统一接收委员会监察处报告，截至1947年1月，该处查处侵吞物资案件及贪污案件即达988件，查扣物资价值合计东北九省流通券213900万元。委员会结束后，设东北敌伪产业处理局负责善后，局长洪钫/张振鹭，隶属于东北剿总。
  - 辽宁省分会：为配合接收工作，加强对各地的控制，辽宁省政府制定了《收复区复员工作计划大纲》，要求各县市地方行政人员随同国军协同前进，配合军事行动，迅速完成各地接收任务，扩大统治区，建立地方政权，行使行政管辖。为此，辽宁省政府组织“复员工作督导团”，由县市长任团长，国民党党部书记长、三青团干事、军队政工人员及地方士绅担任干事，以村街为重点，向老百姓灌输“正统”观念和“戡乱”反共思想，以推动基层政权建设，加强对地方的控制。在接收和组建地方政权的同时，辽宁省政府积极培训反共骨干，筹建行政干部训练团，对各级行政人员实施培训，以培养“戡乱”行政“人才”。1946年2月1日，“辽宁省地方行政干部训练团”正式在锦州成立，训导处长王一民，1946年3月29日迁至沈阳大西门里同泽女子中学旧址，1946年7月改名为“辽宁省训练团”。参加的各县市训练所受训人员达5436人，受训后充斥基层以加强统治。 截至1947年2月，接收“日伪”产业338个，接收物资计3495315件，占东北地区接收物资的绝大部分，包括机械、钢铁、五金、电器、建筑材料等。控制了辽宁全部大型工矿企业和所有重要资源，特别是重工业和机械、军工等重要企业，按行政区域划分为锦西、锦州、沈阳、抚顺、鞍山、本溪、辽阳、营口等8个工业区。
    - 工矿组：1946年4月接收专员程永兴、张明信等人接收了抚顺发电所和抚顺市电灯厂，同时将抚顺电灯厂改名为经济部辽宁电业局抚顺营业所。1946年11月1日，资源委员会接管了辽宁省各地电力事业，将经济部辽宁电业局改称资源委员会东北电力局，辽宁电业局抚顺营业所改为资源委员会东北电力局抚顺电力支局，
- 国防部东北屯垦局：满洲国时期，日本在辽宁省盘山县大洼的辽河口一带开渠引辽河水开垦建成20万亩水稻田，即盘山农场。国府大员齐世英来此考察后，认为是一项“伟大事业”。1946年夏在国军取得四平保卫战、本溪保卫战胜利后，完全控制辽河口。在齐世英的主持下，计划由东北行辕、农林部、辽宁省政府、农民银行四家出资合组盘山合作农场。1946年9月，该农场在沈阳挂牌成立，并拟定了恢复水田计划。齐世英后来在访谈说：因国军南方军队调驻东北后需吃大米，盘山农场能直接产米，调配军粮就便省事，故东北保安司令长官部向参谋总长陈诚鼓动接管盘山农场。国防部东北屯垦局局长郜子举（1945年起任军政部驻东北军事特派员、联勤总部第六补给区司令。1946年7月退役），拟定了复员三百万官兵到东北屯垦的计划[6]1947年3月（另有1、2月之说），盘山合作农场由东北屯垦局正式接管，正式名称为国防部东北屯垦局盘山农场，由军医少将狄震（河南延津人）任场长。1947年3-9月间，前后有四批国军转业官兵分配来此“屯田”，总计约二千名。